# Amanda Balk
Amanda Balk (Amsterdam, 15 december 1987) is een Nederlands mediapersoonlijkheid en model. Ze kreeg bij het grote publiek vooral naamsbekendheid door haar deelname aan diverse televisieprogramma's zoals De Gouden Kooi en Echte meisjes in de jungle.

## Carrière
In 2004 begon Balk in verschillende magazines en campagnes te verschijnen als model, dankzij een fotoshoot in het tijdschrift Panorama verkreeg ze meer bekendheid.
Een aantal jaar later in februari 2007 verkreeg Balk landelijke bekendheid toen ze als negentienjarige de villa instapte van het televisieprogramma De Gouden Kooi. Balk zat ruim één jaar en vier maanden in het programma dat elke werkdag werd uitgezonden op Tien en later op RTL 5. Balk was in het programma te zien tot de finale die op 23 mei 2008 werd uitgezonden, ze eindigde op de derde plaats. Dankzij haar deelname aan De Gouden Kooi verscheen Balk in diverse programma's zoals JENSEN! en Spuiten en Slikken.
In 2011 verscheen Balk in het RTL 5 programma Echte meisjes in de jungle. Tijdens het filmen van het programma raakte Balk met Michella Kox (een van de andere deelneemsters) in een verhitte discussie die uiteindelijk eindigde in een vechtpartij. Na die vechtpartij ontstonden er nog meerdere ruzies tussen de twee waardoor Balk besloot het programma vrijwillig te verlaten. In 2014 vormde Balk samen met Melisa Schaufeli (partner van Andy van der Meijde), Zimra Geurts en Dorien Rose Duinker het team Femmes Fatales in het derde seizoen van het programma Fort Boyard, haar team eindigde op de zesde plek.
Sinds 2016 had Balk haar eigen reality serie met haar zus en beste vriendin op het online platform van Linda de Mol genaamd LINDA.TV. Het programma verscheen onder de naam Keeping up with the Balkjes en was te vergelijken met het Amerikaanse programma Keeping Up with the Kardashians, waar tevens de naam vanaf stamt. Het eerste seizoen werd online relatief goed bekeken waardoor het programma werd verlengd met een tweede seizoen, deze startte in juni 2017.
In juli 2017 lanceerde Balk haar eigen bikinilijn, waarvoor ze zelf als model uit de kleren ging.
In november 2018 was Balk een van de Bekende Nederlanders die deelnam aan het RTL 5-programma Boxing Stars, ze moest boksen tegen Michella Kox waarmee ze in 2011 tijdens opnames van het programma Echte meisjes in de jungle al eens in een gevecht belandde. Balk won doordat Kox het gevecht na de eerste ronde opgaf. In de halve finale verloor ze de bokswedstrijd van tegenstander Jessie Jazz Vuijk.

## Privé
De vader van de in Amsterdam geboren Balk overleed op jonge leeftijd. Balk heeft een jongere zus, zij werkte eveneens mee aan het programma Keeping Up with the Balkjes.
Tijdens de opnames van het programma De Gouden Kooi in 2007 kreeg Balk een relatie met mededeelnemer Brian Kubatz. De relatie eindigde kort nadat het programma in 2008 stopte.
Balk was vanaf 2009 met Nick van de Wall, beter bekend als dj Afrojack. Halverwege 2011 werd bekendgemaakt dat de twee een kind verwachtten, maar in hetzelfde jaar strandde de relatie, ze beviel in 2012 van een dochter.
In 2018 trouwde Balk met haar nieuwe vriend Stavros Tsatsos in Griekenland. In september 2019 scheidde ze van hem nadat hij was opgepakt voor criminele activiteiten. Balk is samen met Tsatsos nog steeds verdachte in de lopende strafzaak wegens hennepteelt, drugshandel, oplichting en witwassen.

## Televisie
| Televisie als deelneemster | Televisie als deelneemster  | Televisie als deelneemster                                                                                |
| Jaar                       | Productie                   | Opmerkingen                                                                                               |
| -------------------------- | --------------------------- | --- |
| 2007-2008                  | De Gouden Kooi              | Eindigde na één jaar en vier maanden op de derde plek, onder toenmalig vriendje Brian en winnaar Jaap     |
| 2008                       | JENSEN!                     | Hoofdgast met Jaap Amesz                                                                                  |
| 2008                       | Spuiten en Slikken          | Hoofdgast van de aflevering                                                                               |
| 2011                       | Echte meisjes in de jungle  | Verliet vrijwillig het programma na meerdere ruzies                                                       |
| 2014                       | Fort Boyard                 | Vormde met Melisa Schaufeli, Zimra Geurts en Dorien Rose Duinker Team Femmes Fatales in het derde seizoen |
| 2016-2017                  | Keeping up with the Balkjes | Eigen reality serie op LINDA.TV                                                                           |
| 2018                       | Boxing Stars                | Moest boksen tegen Michella Kox en in de halve finale tegen Jessie Jazz Vuijk                             |
| 2025                       | Open Casa                   | Samen met Bridget Maasland, Famke Louise en Numidia                                                       |

## Trivia
- In 2010 vernoemde de toenmalige vriend van Balk, dj Afrojack, het nummer Amanda naar haar.